# 麻绳

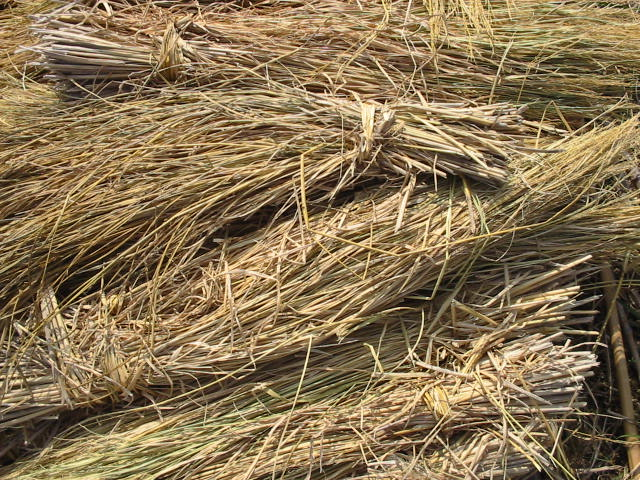
稻草

麻绳是一种用植物茎(纤维)缠绕编织而成的绳子，强度主要由植物茎的强度决定。最常用稻草编织而成，被称为"草绳"。

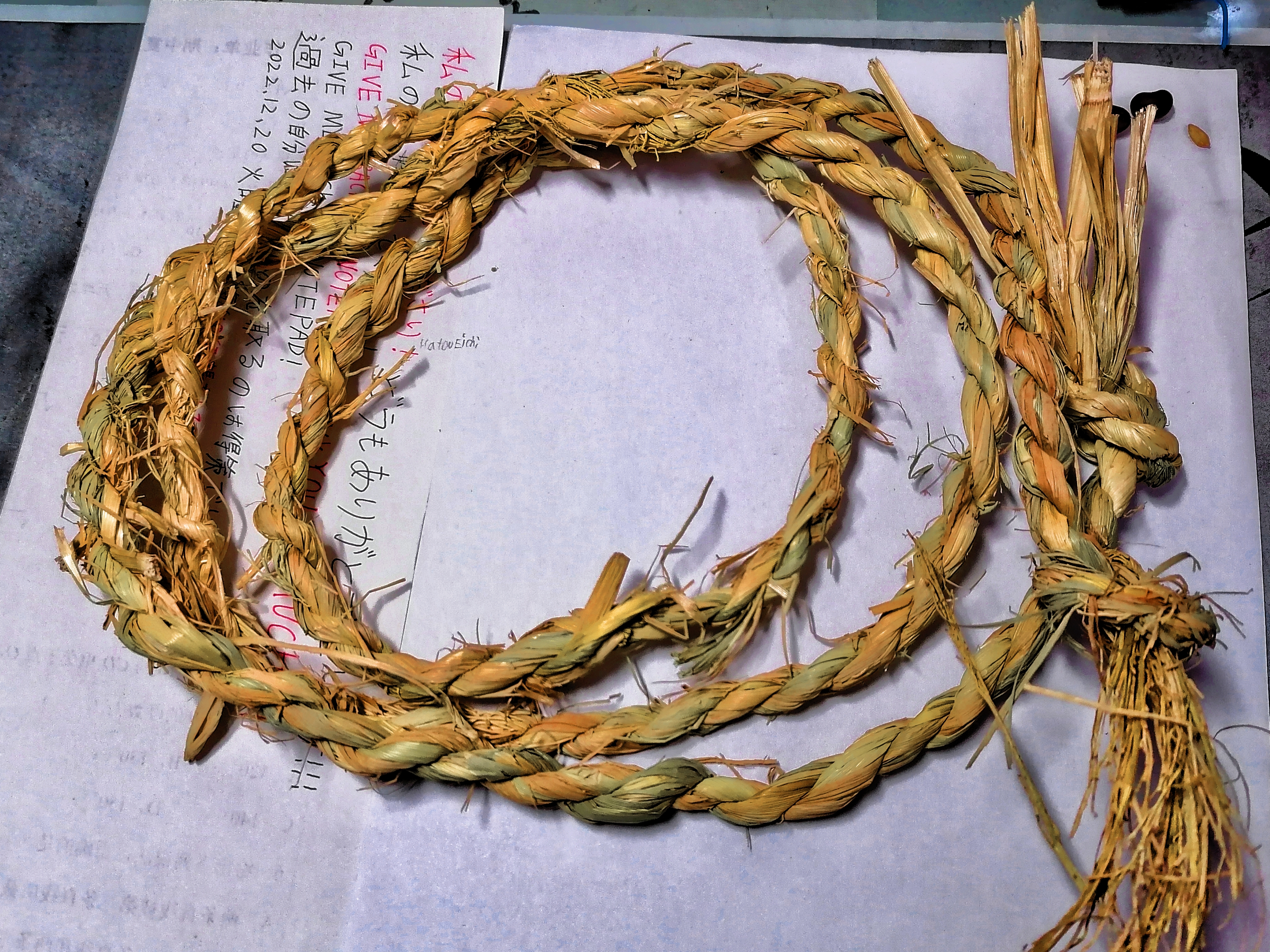
由稻草编织而成的麻绳